# برايان هال
برايان هال (بالإنجليزية: Brian Hall)‏ (22 نوفمبر 1946 بغلاسكو في المملكة المتحدة - 16 يوليو 2015) هو لاعب كرة قدم بريطاني في مركز الوسط. لعب مع نادي بيرنلي ونادي ليفربول ونادي بليموث أرجايل.

## وصلات خارجية
- برايان هال على موقع الاتحاد الأوربي (الإنجليزية)
- برايان هال على موقع قاعدة بيانات كرة القدم.إي يو (الإنجليزية)
- برايان هال على موقع Soccerway.com (الإنجليزية)
- برايان هال على موقع عالم كرة القدم.نت (الإنجليزية)